# Dhe (cirillico)
La Ҙ, minuscolo ҙ, chiamata dhe è una lettera dell'alfabeto cirillico, usata solo nella versione modificata per la lingua baškira. Rappresenta la consonante fricativa dentale sonora /ð/.